# 陆地巡航者P. 1000老鼠
P. 1000 鼠式陸行艦（Landkreuzer P. 1000 Ratte）是納粹德國計畫開發的一種重量達1000噸的超重型坦克，由德國的克虜伯公司研製，但計畫在1943年被放棄，沒有一輛P-1000被生產出來。此超重型坦克非常巨大，高度有11米，炮台也有兩個平常人的高度。

## 研發歷史與概要
1942年初，德國武器局第5處計畫在“大西洋防线自行280毫米海岸炮”计划的基础上開發P-1000超重型坦克。當時納粹德國的軍事發展以及力量已經達到了巅峰程度，阿道夫·希特勒本人在開始的時候對這種研發超重型坦克的計畫也很有興趣，他覺得坦克愈大就愈強勁，並沒有考慮到很多實際問題，就批准了由德國的克虜伯公司承擔研發超重型坦克的工作。1942年6月23日，在克虜伯公司由Grotte博士作主要指導，及Hacke博士協助，研發超重型坦克的研究開發工作正式開始。研發這一輛超重型坦克的研發代號為P-1000，稱為「巨鼠」坦克（Ratte），如果研發完成後，設計重量可高達1000噸。同年該公司完成了P-1000「巨鼠」超重型坦克的設計書，並向希特勒匯報。他也很欣賞這個研發計畫，并批准研发。

## 最後命運
在研發超重型坦克過程上，通常要考慮很多要點，例如在不同的地面或地形上，這種龐然大物是否會陷入沙地或泥地，地勢、經費、運輸、重量大小、零件可靠性、機動性、駕駛技術、攻擊力以及研發的技術等等也沒有考慮清楚。超重型坦克因為行動不方便，例如缺乏可以承托它們的橋樑，而它也会把公路压坏。而且P-1000的体积使它极其容易被轰炸机摧毁。最后，它的成本相当于80辆黑豹坦克，建造时间更是天文数字。P-1000超重型坦克的研發在1943年被軍備和戰時生產部長阿爾伯特·斯佩爾終止。

## 武器配置
- 兩門280毫米炮作主炮（等同沙恩霍斯特級戰列巡洋艦上的艦炮）
- 一門128毫米火炮位於車體正面
- 八門20毫米Flak38高射機關炮 或 四台“旋風防空車”炮塔（20毫米Flak43）位於車體中部
- 兩門KwK44 128㎜ L/55（鼠式炮塔）位於車體尾部對稱放置
- 兩挺15毫米MG151/15 位於主炮塔頂部

## 車體大小
車體長度為35米，寬度是14米，高度是11米，為了承受本身的巨大重量，坦克每側的履帶有3.6米寬，由3條1.2米寬的分履帶組合而成。 

## 動力系統
P-1000超重型坦克動力系統是使用8台Daimler-Benz MB501型20缸的柴油發動機，一台柴油發動機馬力為2000匹馬力，輸出動力可達到16000匹馬力，就可以推動到這架超重型坦克，而行走最高速度是40公里／小時。

## 外部連結
P-1000 3D遊戲觀看影片（戰爭雷霆模組） （页面存档备份，存于）